# Lower Radbourn
Lower Radbourn var en civil parish 1858–1988 när det uppgick i Radbourn, i distriktet Stratford-on-Avon, i grevskapet Warwickshire i England. Civil parish var belägen 5 km från Southam och hade 4 invånare år 1961.